# 波爾特 (伯恩州)

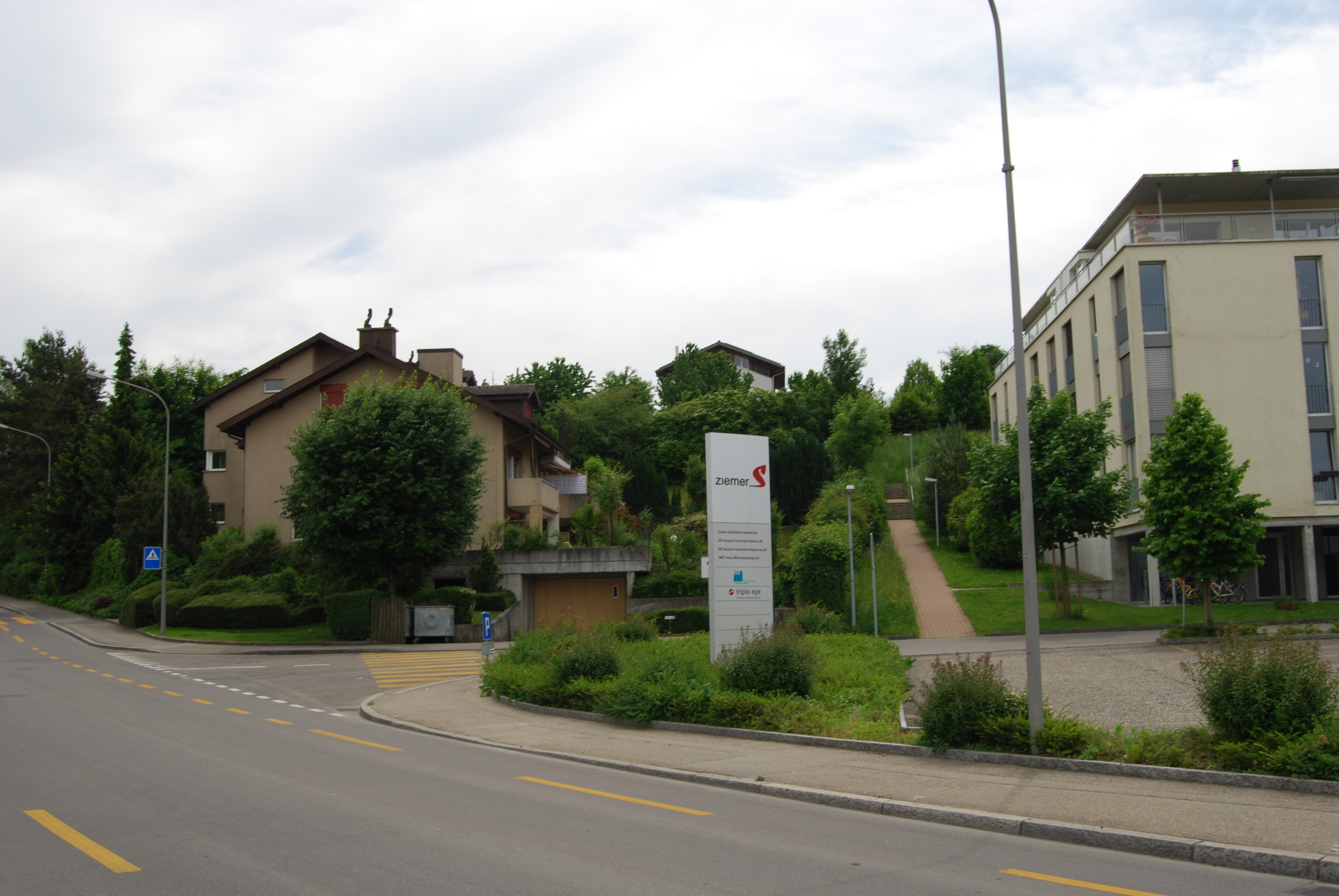

波爾特（Port）是瑞士的城鎮，位於該國中西部，由伯恩州負責管轄，面積2.45平方公里，三成土地是森林，海拔高度448米，2011年人口3,243，人口密度每平方公里1324人。

## 外部連結
- Official website （页面存档备份，存于）

47°07′N 7°15′E / 47.12°N 7.25°E